# Paul Motz
Paul Motz (* 4. Mai 1891 in Allmannsdorf bei Konstanz; † 29. März 1977 in Konstanz) war ein deutscher Architekt, Stadtplaner, Raumplaner und Denkmalpfleger.

## Leben und Wirken
Motz’ Eltern waren der aus Schönwald im Schwarzwald in die damals noch selbständige Gemeinde Allmannsdorf versetzte Hauptlehrer Jakob Motz (1851–1926) und dessen Ehefrau Emma Motz geb. Roser (1856–1921). Am Heinrich-Suso-Gymnasium Konstanz machte er 1909 Abitur; zu den Schulkameraden, mit denen er in Kontakt blieb, zählten Martin Heidegger und Bruno Leiner. Es folgte ein Studium der Architektur und der Bau- und Kunstgeschichte an der Technischen Hochschule Karlsruhe, deren Lehrkörper damals prominent besetzt war: Zu Motz’ Professoren zählten Hermann Billing, Josef Durm, Max Laeuger, Friedrich Ostendorf, Adolf von Oechelhäuser und Albert Erich Brinckmann. Unmittelbar nach der bestandenen Diplom-Hauptprüfung wurde er 1914 zum Kriegsdienst eingezogen.
Von 1919 bis 1924 arbeitete Motz als Regierungsbaumeister (Assessor in der öffentlichen Bauverwaltung) beim Bezirksbauamt Konstanz. In dieser Funktion war er 1919 mit der Renovierung der ehemaligen Dompropstei befasst und ganz besonders von 1921 bis 1923 mit der Innenrestaurierung des Konstanzer Münsters: Motz vollendete die 1775 begonnene klassizistische Ausgestaltung des Hochchors, indem er die Chorwand nach dem Vorbild der Chorseitenwände auskleiden und die historistischen Maßwerkfenster abdecken ließ. 1924 verließ Motz den Staatsdienst und machte sich als Architekt selbständig; zeitweise war er Kreisvorsitzender des Bundes Deutscher Architekten (BDA). Dabei ging er weiterhin seinen denkmalpflegerischen Interessen nach; der Landesverein Badische Heimat bestellte ihn zum Sachverständigen für Heimatschutz, Naturschutz und Denkmalpflege im Landeskommissariatsbereich Konstanz, das Badische Kultusministerium zum ehrenamtlichen Bezirkspfleger für Denkmalpflege in den Amtsbezirken Engen und Konstanz. Weitere außerberufliche Neigungen waren die zeitgenössische Kunst und der Naturschutz: Motz förderte den expressionistischen Maler Hans Breinlinger und unterstützte den Widerstand Ludwig Finckhs gegen den großflächigen Basaltabbau am Hohenstoffeln.
1938 kehrte Motz in den Staatsdienst zurück, als ihn das Badische Ministerium des Innern als Geschäftsführer der Beratungsstelle für Ortsbaupläne in Karlsruhe berief. 1943 erfolgte seine Ernennung zum Oberregierungsrat und Baurat, danach wurde er noch nach Straßburg versetzt. 
Nach einer zeitweiligen Suspendierung übernahm er 1950 das Referat „Landesplanung“ beim Südbadischen Ministerium des Innern in Freiburg. In dieser Funktion erarbeitete er 1954 den beispielgebenden „Raumordnungsplan Kehl“, im selben Jahr wurde er in die Deutsche Akademie für Städtebau und Landesplanung berufen. 1956 trat er in den Ruhestand und bezog 1957 ein nach seinen Plänen gebautes Haus in Allmannsdorf.
In seinen beiden letzten Lebensjahrzehnten widmete sich Motz noch einmal intensiv der Konstanzer Baugeschichte. Er warnte als sachkundiger Bürger im städtischen Bauausschuss und im Konstanzer Arbeitskreis für die Erhaltung des Stadtbildes vor dem Verlust der historischen Bausubstanz, den die Modernisierung der Innenstadt in den Nachkriegsjahrzehnten verursachte. In diese Zeit fiel etwa der Abbruch des von Peter Thumb errichteten Sitzes der vorderösterreichischen Verwaltung in Konstanz im Zuge eines Kaufhausneubaus. Motz dokumentierte die Geschichte zahlreicher Konstanzer Baudenkmäler in kleinen und meist entlegen publizierten Aufsätzen. Ferner gehörte er dem Vorstand des Kunstvereins Konstanz an und gründete zusammen mit Dr. Erwin Bundschuh die Arbeitsgemeinschaft „Rettet den Bodensee“, die sich gegen den drohenden Bau einer Ölpipeline am Bregenzer Seeufer und die Projekte zur Schiffbarmachung des Hochrheins wandte.
Paul Motz war mit Martha geb. Frey (1891–1972) verheiratet. Wesentliche Teile seines Nachlasses befinden sich im Stadtarchiv Konstanz.

## Schriften (Auswahl)
- Ernst Baer. Ein Zeichner alter Konstanzer Gebäudeansichten. In: Schriften des Vereins für Geschichte des Bodensees und seiner Umgebung. Band 94, 1976, S. 125–127. Digitalisat
- Konstanzer Türen und Portale im Stadtbild. In: Schriften des Vereins für Geschichte des Bodensees und seiner Umgebung. Band 92, 1974, S. 189–193. Digitalisat
- Ausgrabungen auf dem oberen Münsterhof in Konstanz, April–Juni 1931. In: Helmut Maurer: Konstanz als ottonischer Bischofssitz. Zum Selbstverständnis geistlichen Fürstentums im 10. Jahrhundert (=Veröffentlichungen des Max-Planck-Instituts für Geschichte. Band 39). Vandenhoeck & Ruprecht, Göttingen, 1973, Anh. II, S. 82–85.
- Aus der wechselvollen Geschichte des St.-Stephans-Platzes. In: Konstanzer Almanach. Band 17, 1971, S. 12–16.
- Die Baugeschichte des alten Pfarrhauses in Konstanz-Allmannsdorf. In: Schriften des Vereins für Geschichte des Bodensees und seiner Umgebung. Band 87, 1969, S. 151–155. Digitalisat
- Das abgebrochene Haus „Zum weißen Pfau“ in Kontanz, ehem. Sitz der vorderösterreich. Landesregierung, dann des österreichischen Stadthauptmanns und später der badischen Seekreisregierung, war ein Werk des berühmten Baumeisters Peter Thumb. In: Nachrichtenblatt der Denkmalpflege in Baden-Württemberg. Band 12, 1969, S. 42–49. Digitalisat
- Die Pfarrkirche St. Nikolaus in Allensbach. In: Allensbacher Almanach. Band 18, 1968, S. 20–23.
- Überlingen, eine alte Reichsstadt am Bodensee. In: Ekkhart. Band 46, 1966, S. 17–42.
- Zusammen mit Erich Hofmann (Hg.): Das alte Konstanz in Bildern der Hofphotographen German Wolf aus den Jahren 1860 bis 1918. Stadler, Konstanz, 1966 (3. Aufl. 1978).
- Allensbach in historischen Berichten. In: Allensbacher Almanach. Band 14, 1964, S. 14–17.
- Die Neugasse in Konstanz, eine städtebauliche Planung vor 700 Jahren. In: Nachrichtenblatt der Denkmalpflege in Baden-Württemberg. Band 7, 1963, S. 34–37. Digitalisat
- Konstanz in der österreichischen Zeit. Seine Bedeutung als Kulturzentrum des Bodenseeraumes. In: Konstanzer Almanach. Bd. 8, 1962, S. 17–32.
- Die ehemalige Pfarrkirche St. Paul in Konstanz. In: Nachrichtenblatt der Denkmalpflege in Baden-Württemberg. Band 5, 1962, S. 1–6. Digitalisat
- Die Neubauten der ehemaligen Benediktiner- und Reichsabtei Petershausen bei Konstanz im 18. Jahrhundert. In: Schriften des Vereins für Geschichte des Bodensees und seiner Umgebung. Band 79, 1961, S. 26–51. Digitalisat
- Zum Abbruch der Häuser „Zum weißen Pfau“ und „Zum Weingarten“ in Konstanz. In: Deutsche Kunst und Denkmalpflege. Band 19, 1961, Heft 2, S. 132–138.
- Das Konstanzer Stadtbild im Wandel der Zeiten. Die Entwicklung des Stadtgrundrisses in Wort und Bild. In: Konstanzer Almanach. Band 4, 1958, S. 22–35.
- Baugeschichte der Festung Hohentwiel. In: Herbert Berner (Hg.): Hohentwiel. Bilder aus der Geschichte des Berges. Thorbecke, Konstanz, 1957, S. 170–184.
- Konstanzer Bürgerhäuser des Mittelalters. In: Schriften des Vereins für Geschichte des Bodensees und seiner Umgebung. Band 69, 1949/50, S. 175–191. Digitalisat
- Die Häuser „Zum silbernen Schild“ (Marktstätte 22 und Münzgasse 13) in Konstanz. In: Oberrheinische Kunst. Jahrbuch der oberrheinischen Museen. Band 9, 1940, S. 63–77.
- Das Kaufhaus in Konstanz. In: Das schöne Konstanz am Bodensee und Rhein, die alte Stadt im deutschen Süden. Band 24, 1937, Heft 11, S. 202–210.
- Meersburg. Die „ehemalige fürstbischöfliche konstanzische Residenz-Stadt“. In: Ekkhart. Band 23, 1936, S. 252–257.
- Stadtbild, Bauweise und Baugeschichte, unter besonderer Berücksichtigung von Pfullendorf. In: Ekkhart. Band 21, 1934, S. 321–337.
- Die alten Hegaustädte Engen, Aach, Blumenfeld und Tengen. In: Badische Heimat. Band 17, 1930, S. 64–83.
- Denkmalpflege in Konstanz. Ein Beitrag zur Geschichte des oberen Münsterhofes und des Wallfahrtsortes Loretto. In: Mein Heimatland. Band 16, 1929, S. 106–115.
- Die Rat- und Zunfthäuser in Konstanz. In: Badische Heimat. Band 13, 1926, S. 51–59.
- (Hg.): Konstanz, seine baugeschichtliche und verkehrswirtschaftliche Entwicklung. Reuss & Itta, Konstanz, 1925.
- Die Kirchen und Klöster in Konstanz. In: Konstanz, seine baugeschichtliche und verkehrswirtschaftliche Entwicklung. Konstanz, 1925, S. 49–95.
- Führer durch das Konstanzer Münster. Oberbadische Verlags-Anstalt, Konstanz, 1923.